# Aphelandra rigida
Aphelandra rigida är en akantusväxtart som beskrevs av Auguste François Marie Glaziou och Gottfried Wilhelm Johannes Mildbraed.
Aphelandra rigida ingår i släktet Aphelandra och familjen akantusväxter. Inga underarter finns listade i Catalogue of Life.